# Шелудько Костянтин Анатолійович
Костянтин Анатолійович Шелудько (6 вересня 1986 року) — український музикант-мультиінструменталіст, композитор, аранжувальник, саундпродюсер. Соліст гуртів «Ульмо Три» та «YouCrane».
Як сесійний гітарист грав з такими артистами як Lama, Machete, Брати Гадюкіни, Злата Огнєвіч, Арсен Мірзоян, Табула Раса, НеАнгелы. Як саундпродюсер співпрацював з групами «Без Обмежень», «квіткіс», «Zvirobiy», білоруським репером Сіропом, та виконавцем єврейської альтернативної музики Pinhas.

## Дитинство і юність
Народився 6 вересня 1986 року в Києві.
Перший гурт створив з однокласниками в 2 класі середньої школи, а в 3-му був прийнятий до ДМШ ім. Стефана Турчака на клас гітари. 
Перший гурт не протримався довго через захоплення футболом, але згодом було створено другий.
В січні 1999 року, в 7-му класі школи, у віці 12 років разом із однокласниками Олексієм Бережним (барабани) та Романом Прокопенком (клавішні) на уроці біології зібрали групу, назву для якої знайшли в підручнику — «Ареал». Згодом до них приєднався четвертий учасник, Вадим Полторак (бас-гітара). Перші репетиції проходили в «Будинку дитячої творчості» на Нивках. Там хлопці познайомилися з іншими юними митцями, з якими перетинатимуться і в подальшому — Андрієм Коханом, в майбутньому першим вокалістом гурту «Біла Вежа»; Галиною Кудріною — вокалісткою групи «Диверсанты» та артдиректоркою культового київського клубу «44»; а також з композитором та піаністом на ім'я Поль Солонар.
Перший виступ відбувся на новорічній вечірці співробітників київського «Інституту фармакології і токсикології», де тоді працювала мама барабанщика. Було виконано 3 пісні: «Рок-н-ролл мертв» і «Поезд в огне» групи «Аквариум», та «Танці» «Воплі Відоплясова».

## Перші успіхи
Гурт «Ареал» став дипломантом фестивалю «Червона Рута-2001», та лауреатом «Подиху-2003», на якому познайомився з гуртом «День Защиты Детей» та їх гітаристом Петром Чернявським. 
Це знайомство помітно вплинуло на подальшу долю. Високий музичний рівень Чернявського надихнув хлопців грати не тільки власні пісні, а й вчитися на «каверах» таких артистів як The Doors, The Beatles, Pink Floyd, Depeche Mode.
Згодом, з такою програмою і під іншою назвою («Angie Nears») гурт дав безліч концертів у київських клубах і пабах, а також в багатьох інших містах України, і навіть на великому концерті в польському місті Radom в новорічну ніч на центральній площі.

## Студентські роки. Знайомство з Віталієм Телезиним
В 2003 році Костянтин Шелудько став студентом «Державної Академії Керівних Кадрів Культури і Мистецтв», спеціальність «Звукорежисура». Почав експериментувати із записами власного гурту і друзів-музикантів.
В 2006-му демо-запис пісні «Невдячний» потрапив до програмного директора радіостанції «Джем FM» Олександра Стасова, який порекомендував перезаписати цей трек у Віталія Телезина на «Студії 211».
Так як хлопці з гурту «Ареал» були фанатами Океану Ельзи, Другої Ріки та Лами, то про студію Телезина добре знали, але не зверталися туди, бо думали що записуватися там для них-студентів задорого. Втім, Костянтин прислухався до поради Стасова, знайшов на сайті lama.com.ua номер телефону та імейл Віталія Телезина, написав листа з двома прикріпленими піснями, а згодом і зателефонував.
Віталію пісні сподобалися і він запросив Костю на зустріч до Будинку Звукозапису.  Телезин запропонував якось допомагати групі порадою і справою, а також познайомив з найближчими соратниками — співачкою Наталею Дзеньків, її менеджером Андрієм Подоляном та звукорежисером Олегом Яшніком.
Почали записувати пісні на «211», а також вирішили змінити назву. Так група «Ареал» стала гуртом «YouCrane».

## Гурт «YouCrane»
Перший виступ «YouCrane» відбувся влітку 2008-го в м. Біла Церква на фестивалі «Гніздо».
Згодом гурт запише два альбоми («Коли ми будем знайомі» 2012, і «Again» 2014, випустить декілька відео-кліпів,
здобуде гран-прі фестивалю "Тарас Бульба" (2013), гратиме концерти в Україні та Польщі.
Найбільшим досягненням і хітом «YouCrane» є пісня «Коли ми будем знайомі» і культовий кліп до неї, режисерами якого стали Андрій Подолян та Сергій Клепач.

## Lama та Студія 211
Восени 2008 року Костянтин отримав запрошення стати гітаристом групи Lama, а також почав працювати на «Студії 211» аранжувальником і сесійним музикантом.
Співпраця з проєктом Lama тривала понад 10 років.  Серед основних подій — всеукраїнський тур «Світло і тінь»; зйомки в кліпах «Жовте поле», «Тримай», «Привіт-привіт»; гастролі в Польщі, Франції, Англії та США; участь у записі альбому «Назавжди» як аранжувальник і саундпродюсер декількох треків (спільно з Віталієм Телезиним).
Сесійним музикантом та аранжувальником на «Студії 211» співпрацював з такими артистами як Ляпис Трубецкой, ТіК, Machete, Злата Огнєвіч, Тіна Кароль, Даша Суворова, Loboda, Макс Барських,  Наталя Могилевська, Олексій Савченко, російським гуртом «Пилар».
З 2013 по 2015 роки був концертним сесійним гітаристом в поп-дуеті «НеАнгелы».
З 2015 по 2017-й грав на гітарі в проєктах Ярослава Малого «Tokio/Machete/Havakkuk».

## Розпад YouCrane та самостійне плавання
2015 року Костянтин став саундпродюсером трьох пісень для альбому «#DИХАЮТОБОЮ» гурту «Без Обмежень», одна з яких — «Без неї ніяк» — стала великим хітом у 2016-му, завдяки участі в телешоу «Х-Фактор».
Наприкінці 2016-го гурт «YouCrane» припинив своє існування.
Барабанщик Олексій Бережний почав грати з «Без Обмежень», а Костянтин Шелудько створив новий проєкт — «Ульмо Три».

## Ульмо Три
Відпочатку ідеєю «Ульмо Три» було записати альбом, граючи на всіх інструментах самостійно. Але потім «Ульмо» почав взаємодіяти з іншими музикантами і перетворився на живий рок-гурт. Грає група суміш таких стилів як indie-pop, psychedelic rock, alternative, dream-pop. Днем народження нового проєкту вважається дата виходу дебютного альбому під назвою Ulmo Tree — 22 березня 2017 року. А перший концерт відбувся 22 квітня 2018-го — в київському Caribbean Club.
З того часу світ побачили три міні-альбоми («ULMOTREEEP», «Рідні в ритмі», «Вище висоти»), ще один альбом-лонгплей «Пісні для неї», багато синглів, чотири відео-кліпи («Усі в гори!», «Диво надійде», «Моя крихітко», «Це твоє літо»),  дві дуетні композиції — «Veahavta» з репером-хасидом Pinhas, та «Любов починається» з Lama, а також кавер на пісню «Дівчина з Коломиї» легендарного гурту «Брати Гадюкіни».

## Саундпродюсер і сесійний гітарист
Також Костянтин Шелудько є саундпродюсером альбомів та синглів київської панк-групи «Квіткіс»; багатьох синглів білорусько-ізраїльського виконавця Pinhas;  двох синглів білоруського репера «Сіроп» — «Все в мастях» і «Глянец (feat. Trubetskoy)»; двох синглів молодої львівської рок-групи «Zvirobiy».
В 2017—2022 роках як сесійний гітарист грав концерти з артистами: Злата Огнєвіч, Брати Гадюкіни, Табула Раса.

## Дискографія
З гуртом YouCrane
- Коли ми будем знайомі (2012)
- Again (2014)

З гуртом Lama
- Назавжди (2013)

З Ульмо Три
- Ulmo Tree (2017) LP
- ULMOTREEEP (2017) EP
- Рідні в ритмі (2018) EP
- Вибране 2018-2020 (2020) LP

## Відеографія
З гуртом YouCrane
- Коли ми будем знайомі (2010)
- Серед світла (2010)
- Іншим (2011)
- О десятій тихо прийшла (2011)
- Пісня тобі (2014)

З гуртом Lama
- Жовте поле (2009)
- Привіт-привіт (2018)

З Ульмо Три
- Усі в гори! (2017)
- Це твоє літо (2021)

## Статті
- Нотатки про українську музику. Ульмо Три. Інтерв'ю.
- Лама та Ульмо Три створили гімн любові.
- Найкращий месенджер - Вища Свідомість. Душі наші удвох.
- Костянтин Шелудько на Discogs
- Лама та Ульмо Три — Любов починається
- Амінь і Хай живе рокенрол! Дівчина з Коломиї.
- Ульмо Три. Війна за красу.
- Дівчина з Коломиї. Прифанкований кавер на «Гадів».
- Як сварилися Лама з Ульмо.
- Спільний концерт YouCrane та Без Обмежень
- YouCrane @ "44" 4 Zazazu TV
- Костянтин Шелудько «Бути приспособою зовсім не круто»
- Диво надійде. Українська пісня
- Історія гурту YouCrane